# 博里索加列布卡村委员会
博里索加列布卡村委员会（俄语：Борисоглебский сельсовет）是俄罗斯联邦阿穆尔州十月区所属的一个村委员会。其下辖有2个居民点，行政中心为博里索加列布卡。据2016年统计，该村委员会的人口为402人。